# モリブデン酸
モリブデン酸(Molybdic acid)は、酸化モリブデン(VI)及び関連化合物の水和物型である。一水和物(MoO3・H2O)と二水和物(MoO3・2H2O)の性質がよく調べられている。黄色の反磁性固体である。

## 固体の構造

水和モリブデン酸の層の一部分

モリブデン酸の固体は、配位高分子である。一水和物は、4つの頂点を共有する八面体配位したMoO3・H2Oユニットの層から形成されている。左図の二水和物は、同じ層構造の層の間を「余分な」水分子がインターカレーションしている。

## 溶液中の構造
酸性水溶液中では、錯体MoO3(H2O)3が観測される。各々のモリブデン原子は、恐らく3つのオキソ配位子と3つのアクア配位子を持ち、再度八面体形分子構造をとる。
塩は、モリブデン酸塩と呼ばれ、モリブデン酸溶液に塩基を加えることで得られる。

## 利用
酸化モリブデンの多くは、酸化等に対しての不均一触媒に用いられる。モリブデン酸とその塩は、アルカロイドの推定のためのフレーデ試薬に用いられる。